# Kinkaku-ji
| Imagem: Monumentos Históricos da Antiga Quioto | O Kinkaku-ji está incluido no sítio "Monumentos Históricos da Antiga Quioto", Património Mundial da UNESCO. |  |

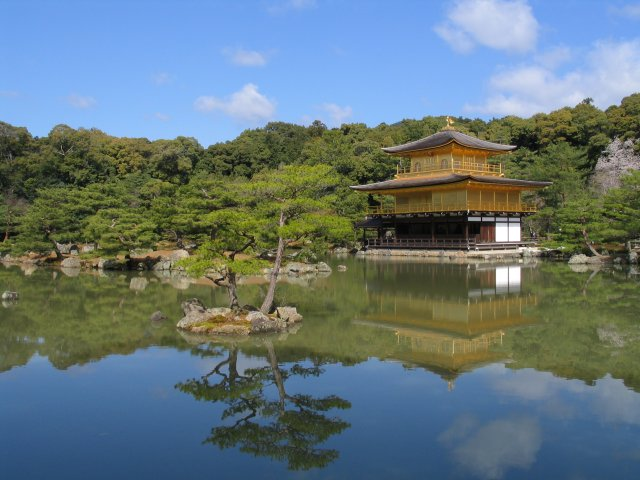
O Kinkaku-ji e o Kyōko-chi que o rodeia

O Kinkaku-ji (em japonês 金閣寺, Templo do Pavilhão Dourado) é o templo Rokuon-ji (鹿苑寺), situado na cidade de Quioto no Japão e rodeado pelo Kyōko-chi (lago espelhado). Todo o pavilhão, exceto o rés-de-chão (andar térreo), está coberto de folha de ouro puro e no telhado do pavilhão está uma fenghuang dourada (fénix chinesa).
O local onde o Pavilhão Dourado (designado formalmente por 'Shariden') se situa, foi usado por volta de 1220 como local de descanso para Kintsune Saionji, mas o pavilhão em si só foi construído em 1397, para servir como sítio de descanso para o shogun Ashikaga Yoshimitsu. O seu filho foi o responsável pela conversão num templo Zen de orientação Rinzai. Durante a Guerra de Ōnin o templo foi queimado várias vezes. O neto de Yoshimitsu criou o Ginkaku-ji inspirado no Kinkaku-ji, e tencionava cobrir o novo templo budista de prata, o que acabou por não conseguir fazer.
Em 1950, o templo foi incendiado por um monge que sofria de perturbações mentais, sendo relatada uma versão ficcionada dos acontecimentos no livro O Templo do Pavilhão Dourado de Yukio Mishima, que foi publicado pela primeira vez em 1956. A estrutura actual data de 1955.
Recentemente verificou-se que o revestimento estava um pouco estragado tendo-se reparado esta situação e colocado uma nova cobertura de folha de ouro, muito mais espessa que a original. Além destas medidas também se restaurou o interior do edifício, incluindo as pinturas, sendo o telhado restaurado em 2003.

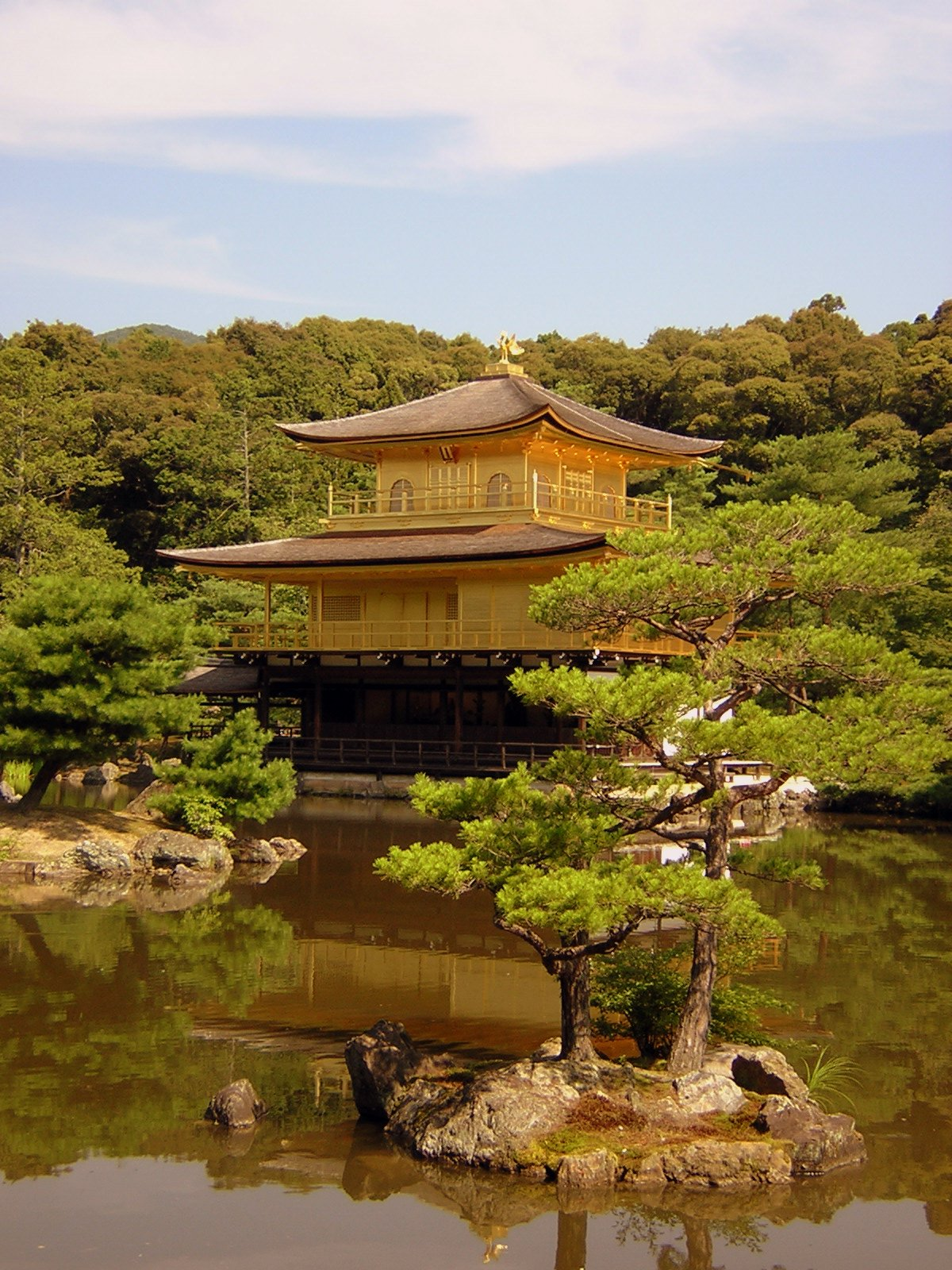
O templo do pavilhão dourado
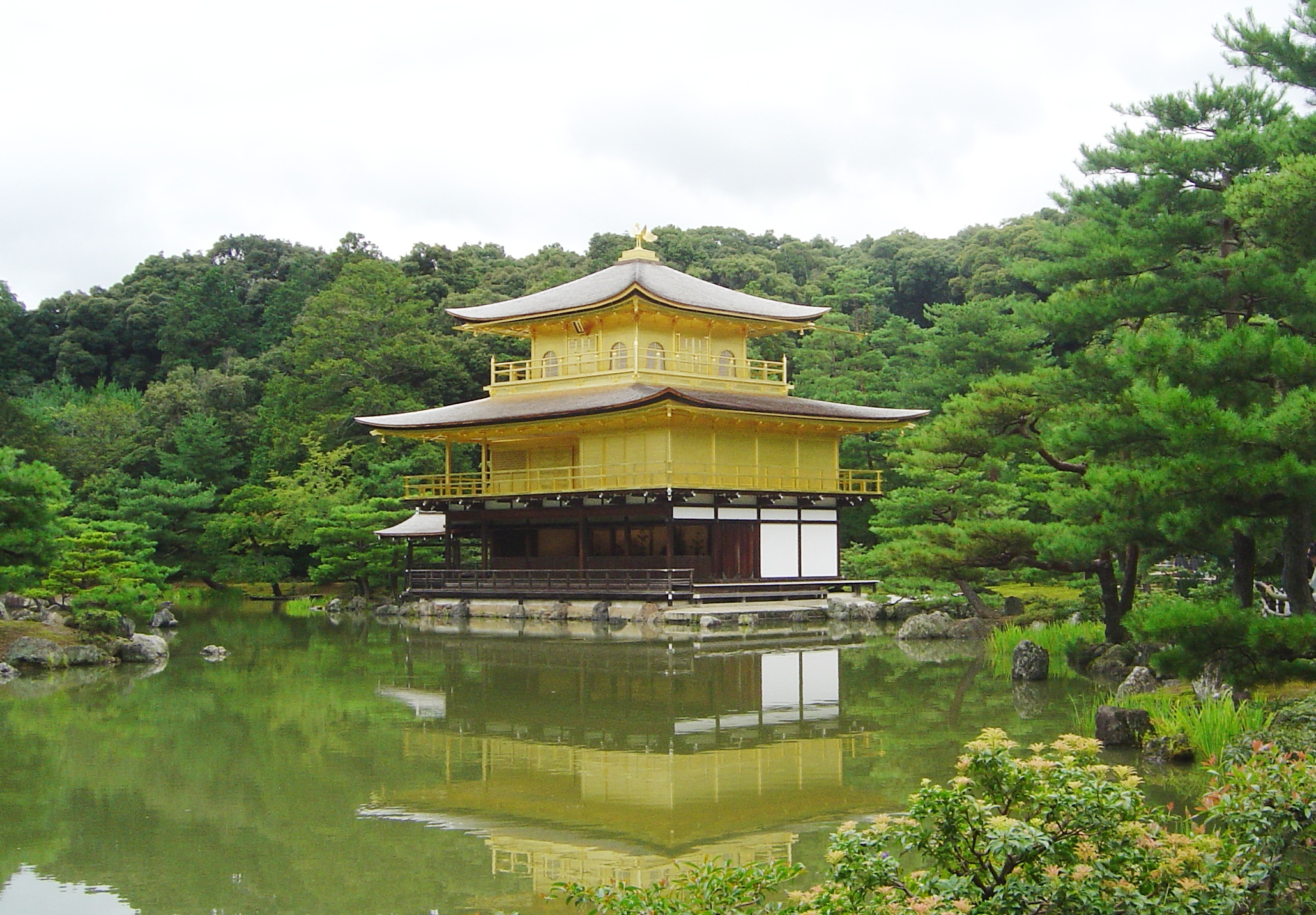
O pavilhão dourado
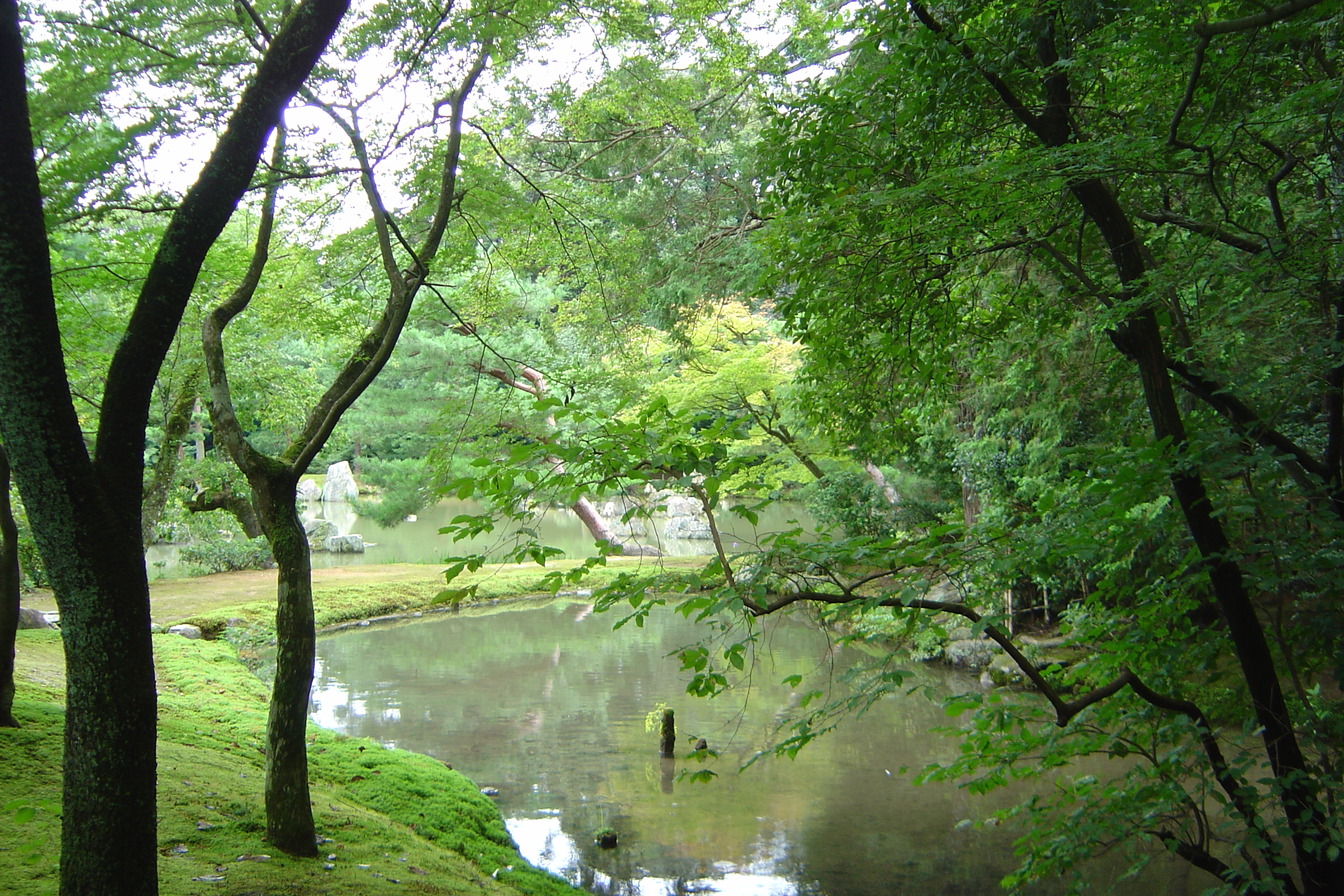
Os jardins do Kinkaku-ji
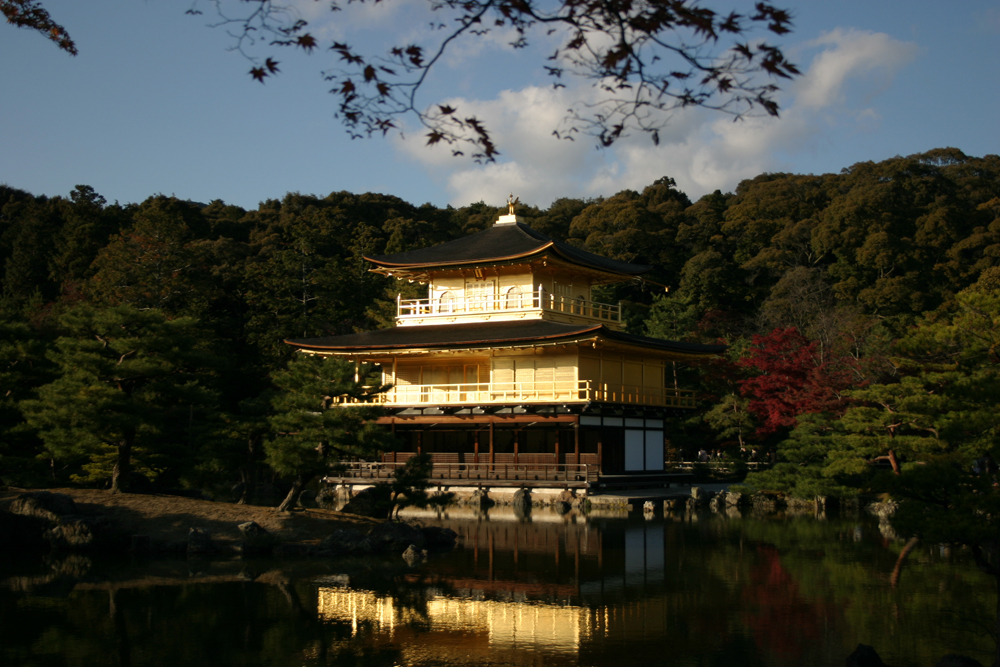
O Kinkaku-ji durante o Inverno
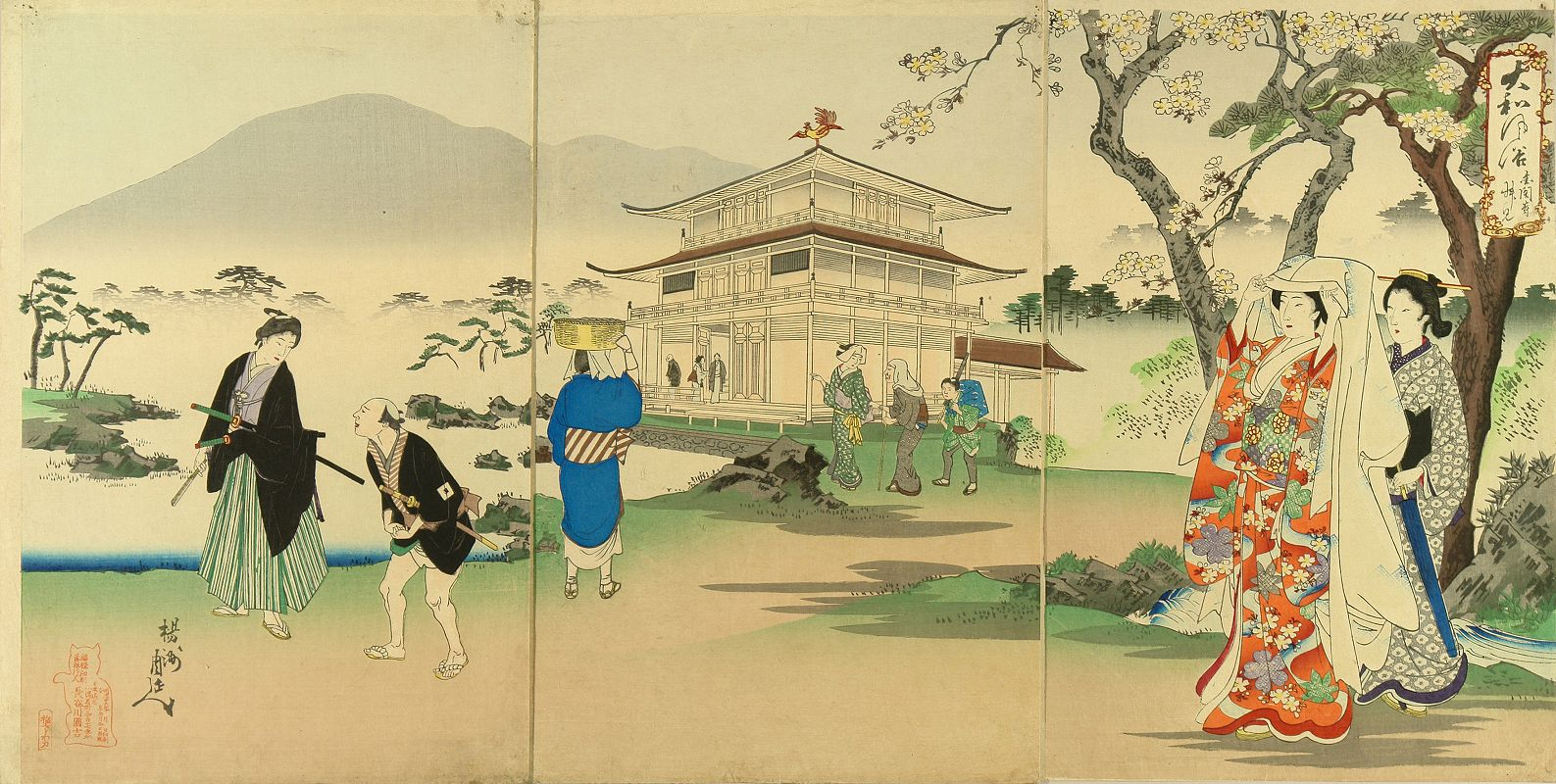
Toyohara Chikanobu